# Нагаєвський Ігор Дмитрович
Ігор Дмитрович Нагаєвський (29 травня 1927, місто Кам'янець-Подільський, тепер Хмельницької області — 2 квітня 1996, місто Маріуполь Донецької області) — український радянський діяч, генеральний директор виробничого об'єднання «Ждановважмаш». Депутат Верховної Ради УРСР 10—11-го скликань (у 1981—1990 роках). Кандидат економічних наук.

## Біографія
Закінчив Маріупольський металургійний технікум. До 1951 року — майстер на суднобудівному заводі по виготовленню підводних човнів у місті Молотовську (тепер Сєверодвінську) Архангельської області РРФСР.
У 1951—1958 роках — майстер цеху цистернобудування, начальник планово-розрахункового бюро, заступник начальника, начальник цеху Ждановського металургійного заводу імені Ілліча Сталінської області.
Член КПРС з 1958 року.
У 1958—1962 роках — заступник начальника, начальник виробничо-диспетчерського відділу Ждановського заводу важкого машинобудування.
У 1960 році закінчив Ждановський металургійний інститут.
У 1962—1976 роках — заступник директора Ждановського заводу важкого машинобудування. У 1976—1980 роках — головний інженер Ждановського виробничого об'єднання «Ждановважмаш».
У 1980—1988 роках — генеральний директор Ждановського виробничого об'єднання «Ждановважмаш» Донецької області.
3 листопада 1988 року — в зовнішньоекономічній фірмі. Потім працював доцентом Маріупольського металургійного інституту.

## Нагороди
- орден Леніна
- орден Жовтневої революції
- орден Трудового Червоного Прапора
- орден «Знак Пошани»
- лауреат Державної премії СРСР
- лауреат Державної премії Української РСР в галузі науки і техніки (1984)
- медалі